# Chlorurus gibbus
Chlorurus gibbus là một loài cá biển thuộc chi Chlorurus trong họ Cá mó. Loài này được mô tả lần đầu tiên vào năm 1829.

## Từ nguyên
Tính từ định danh của loài trong tiếng Latinh có nghĩa là "có bướu gù", hàm ý đề cập đến bướu thịt trên trán của những con cá đực trưởng thành.

## Phạm vi phân bố và môi trường sống
Trước năm 2000, C. gibbus được cho là có phạm vi trải rộng trên khắp khu vực Ấn Độ Dương - Thái Bình Dương, tuy nhiên quần thể hiện tại của C. gibbus chỉ giới hạn ở Biển Đỏ và vịnh Aqaba (nhưng không trải dài đến vịnh Aden).
Quần thể còn lại được tách thành hai loài riêng biệt, Chlorurus strongylocephalus ở Ấn Độ Dương và Chlorurus microrhinos ở Tây–Trung Thái Bình Dương. Cả ba loài được xếp vào nhóm phức hợp loài vì có kiểu hình khá giống nhau ở cá đực.
C. gibbus sống gần các rạn san hô và trên nền đáy cát ở vùng nước nông ven bờ hoặc trong các đầm phá và vịnh, độ sâu khoảng từ 2 đến 30 m.

## Mô tả
C. gibbus có chiều dài cơ thể tối đa được biết đến là 70 cm. Thân thuôn dài, hình bầu dục. Vây đuôi cụt ở cá cái; lõm sâu hình lưỡi liềm ở cá đực. Chúng là một loài dị hình giới tính.
Cá đực có màu xanh lục lam với các vạch màu hồng tím trên vảy. Cá đực trưởng thành có một bướu lớn trên trán. C. gibbus đực không có vệt xanh lam sáng như C. gibbus, và hai bên má không có màu vàng lục như C. strongylocephalus. Cá cái có thân và đầu màu vàng; vảy có các vạch màu cam. Vây ngực màu đỏ nâu; các vây còn lại có viền xanh sáng. Trên mõm và dưới cằm có các vệt màu xanh lam.
Số gai vây lưng: 9; Số tia vây ở vây lưng: 10; Số gai vây hậu môn: 3; Số tia vây ở vây hậu môn: 9.

## Sinh thái học
Thức ăn của C. gibbus là tảo. Chúng thường hợp thành đàn nhỏ trên các mỏm đá và rạn san hô. Loài này được ghi nhận là có thể gây ra ngộ độc ciguatera.
C. gibbus được đánh bắt phổ biến ở khu vực trung tâm Biển Đỏ. Đây là loài cá mó có tầm quan trọng trong thương mại ở Jeddah.